# Phare de Barbers Point
Le phare de Barbers Point est un phare  des États-Unis qui est situé à Kalaeloaau sud-ouest d'Oahu, l'une des îles de l'archipel d'Hawaï. Il se trouve dans le Barbers Point Beach Park.
Ce phare est géré par l'United States Coast Guard.

## Histoire
Barbers Point tire son nom du capitaine Henry Barber qui fit naufrage sur les récifs en 1796.
La première station a été établie en mars 1888. C'était une tour en pierre de corail d'environ 16 m de haut. Elle a été modifiée en 1912 pour accueillir une lentille de Fresnel de quatrième ordre achetée en France en 1880. En 1930, il fut décidé de remplacer la première tour qui était détériorée. Une nouvelle en béton armé fut mise en chantier et le système optique y fut transféré pour une mise en service le 29 décembre 1933.

## Description
Le phare actuel est une tour cylindrique en béton, avec galerie, de 21,5 m de hauteur. Il a été électrifié pour sa mise en service en 1933, avec une lampe de 500 W.
Il émet, à une hauteur focale de 26 m, un éclat blanc par période de 7,5 secondes. Sa portée nominale est de 24 milles nautiques (environ 44 km). Il a été automatisé en 1964. Il est aussi équipé, depuis 1964, d'une balise aérienne en remplacement de la lentille de Fresnel. Celle-ci est maintenant exposée au Columbia River Maritime Museum  d'Astoria. En 1985, il a reçu une balise d'aérodrome DCB-224 (en) qui a augmenté sa portée actuelle.
Identifiant : ARLHS : HAW-001  - Amirauté : G7430 - USCG : 6-29650

## caractéristique dufeu maritime
Fréquence : 7,5 secondes (W)
- Lumière : 0,7 seconde
- Obscurité : 6,8 secondes

|                           |
| Lanterne de Barbers Point |

|      |
| 1952 |